# کندو کاشین
کندو کاشین (انگلیسی: Kendo Kashin; ۵ اوت ۱۹۶۸ –) ورزشکار هنرهای رزمی ترکیبی و کشتی‌گیر کشتی حرفه‌ای اهل ژاپن بود.
از بهترین مسابقات وی می‌توان به تگ تیم مچ با حوضر ایکوتو هیداکا و ماساکاتسو فوناکی vs کازیوکی فوجیتا و کندو کاشین اشاره کرد که وی در این مسابقه به پیروزی رسید.